# Hydrellia genitalis
Hydrellia genitalis är en tvåvingeart som beskrevs av Bock 1990. Hydrellia genitalis ingår i släktet Hydrellia och familjen vattenflugor. Inga underarter finns listade i Catalogue of Life.